# Draft de la NFL de 1936
El Draft de la NFL de 1936 fue el primer draft de la National Football League. Este se llevó a cabo el 8 de febrero en el Hotel Ritz-Carlton en Filadelfia, Pensilvania. El draft fue creado con la finalidad de igualar fuerzas entre los equipos de la liga. El equipo que finalizó la temporada anterior en último lugar es el primero en elegir. Bajo esta regla Philadelphia Eagles fue el primero en seleccionar luego de terminar en última posición en la temporada de 1935.
Este fue el único draft que tuvo 9 rondas; se incrementó a 10 para el de 1937. El primer jugador en ser seleccionado fue Jay Berwanger, quien nunca jugó en la NFL. Sus derechos fueron negociados con Chicago Bears porque Philadelphia Eagles pensó que sería incapaz de satisfacer su demanda, recibieron a cambio a Art Buss. George Halas no convenció a Berwanger de firmar con Chicago Bears. Riley Smith, segunda selección, fue el primer jugador de un draft en jugar en la NFL.

## Selección de jugadores
| B  | Back            |    | C           | Center |          | E  | End      |  | FB | Fullback |
| OT | Tackle ofensivo | QB | Quarterback | TB     | Tailback | WB | Wingback |  |    |          |
| G  | Guard           |    |             |        |          |    |          |  |    |          |

| † | = Pro Bowler    |
| ‡ | = Hall of Famer |

| Ronda | Pick | Equipo              | Jugador                   | Posición | College                |
| ----- | ---- | ------------------- | ------------------------- | -------- | ---------------------- |
| 1     | 1    | Philadelphia Eagles | Jay Berwanger             | HB       | Chicago                |
| 1     | 2    | Boston Redskins     | Riley Smith               | QB       | Alabama                |
| 1     | 3    | Pittsburgh Pirates  | Bill Shakespeare          | B        | Notre Dame             |
| 1     | 4    | Brooklyn Dodgers    | Dick Crayne               | FB       | Iowa                   |
| 1     | 5    | Chicago Cardinals   | Jim Lawrence†             | WB       | TCU                    |
| 1     | 6    | Chicago Bears       | Joe Stydahar‡             | OT       | West Virginia          |
| 1     | 7    | Green Bay Packers   | Russ Letlow†              | G        | San Francisco          |
| 1     | 8    | Detroit Lions       | Sid Wagner                | G        | Michigan State         |
| 1     | 9    | New York Giants     | Art "Pappy" Lewis         | OT       | Ohio                   |
| 2     | 10   | Philadelphia Eagles | John McCauley             | B        | Rice                   |
| 2     | 11   | Boston Redskins     | Keith Topping             | E        | Stanford               |
| 2     | 12   | Pittsburgh Pirates  | Len Barnum                | B        | West Virginia Wesleyan |
| 2     | 13   | Brooklyn Dodgers    | Vernal "Babe" LeVoir      | B        | Minnesota              |
| 2     | 14   | Chicago Bears       | Ed Michaels               | G        | Villanova              |
| 2     | 15   | Chicago Cardinals   | Gomer Jones               | C        | Ohio State             |
| 2     | 16   | Green Bay Packers   | J. W. "Dub" Wheeler       | OT       | Oklahoma               |
| 2     | 17   | Detroit Lions       | Chuck Cheshire            | B        | UCLA                   |
| 2     | 18   | New York Giants     | Alphonse "Tuffy" Leemans‡ | FB       | George Washington      |
| 3     | 19   | Philadelphia Eagles | Wes Muller                | C        | Stanford               |
| 3     | 20   | Boston Redskins     | Ed Smith                  | QB       | NYU                    |
| 3     | 21   | Pittsburgh Pirates  | Bobby Grayson             | B        | Stanford               |
| 3     | 22   | Brooklyn Dodgers    | Wagner Jorgensen          | C        | St. Mary's (CA)        |
| 3     | 23   | Chicago Cardinals   | Eddie Erdelatz            | E        | St. Mary's (CA)        |
| 3     | 24   | Chicago Bears       | George Roscoe             | B        | Minnesota              |
| 3     | 25   | Green Bay Packers   | Bernie Scherner           | E        | Nebraska               |
| 3     | 26   | Detroit Lions       | Andy Pilney               | B        | Notre Dame             |
| 3     | 27   | New York Giants     | Frank "Butch" Loebs       | E        | Purdue                 |
| 4     | 28   | Philadelphia Eagles | Bill Wallace              | B        | Rice                   |
| 4     | 29   | Boston Redskins     | Paul Tangora              | G        | Northwestern           |
| 4     | 30   | Pittsburgh Pirates  | Truman Spain              | OT       | SMU                    |
| 4     | 31   | Brooklyn Dodgers    | Paul "Bear" Bryant        | E        | Alabama                |
| 4     | 32   | Chicago Bears       | Bob Allman                | E        | Michigan State         |
| 4     | 33   | Chicago Cardinals   | Ed Brett                  | E        | Washington State       |
| 4     | 34   | Green Bay Packers   | Theron Ward               | B        | Idaho                  |
| 4     | 35   | Detroit Lions       | Sheldon Beise             | B        | Minnesota              |
| 4     | 36   | New York Giants     | Gene Rose                 | E        | Tennessee              |
| 5     | 37   | Philadelphia Eagles | Harry Shuford             | B        | SMU                    |
| 5     | 38   | Boston Redskins     | Wilson Groseclose         | OT       | TCU                    |
| 5     | 39   | Pittsburgh Pirates  | Dick Sandefur             | FB       | Purdue                 |
| 5     | 40   | Brooklyn Dodgers    | Bob Wilson                | TB       | SMU                    |
| 5     | 41   | Chicago Cardinals   | Stan Riordan              | E        | Oregon                 |
| 5     | 42   | Chicago Bears       | Vern Oech                 | G        | Minnesota              |
| 5     | 43   | Green Bay Packers   | Darrell Lester            | C        | TCU                    |
| 5     | 44   | Detroit Lions       | Kavanaugh Francis         | C        | Alabama                |
| 5     | 45   | New York Giants     | Edward A. Jontos          | G        | Syracuse               |
| 6     | 46   | Philadelphia Eagles | Al Barabas                | B        | Columbia               |
| 6     | 47   | Boston Redskins     | Larry Lutz                | OT       | California             |
| 6     | 48   | Pittsburgh Pirates  | Maurice Orr               | OT       | SMU                    |
| 6     | 49   | Brooklyn Dodgers    | Joe Maniaci†              | B        | Fordham                |
| 6     | 50   | Chicago Bears       | Ted Christofferson        | B        | Washington State       |
| 6     | 51   | Chicago Cardinals   | Ettore Antonini           | E        | Indiana                |
| 6     | 52   | Green Bay Packers   | Bob Reynolds              | OT       | Stanford               |
| 6     | 53   | Detroit Lions       | Abe Mickal                | B        | LSU                    |
| 6     | 54   | New York Giants     | Gus Durner                | OT       | Duke                   |
| 7     | 55   | Philadelphia Eagles | Jac Weller                | G        | Princeton              |
| 7     | 56   | Boston Redskins     | Don Irwin                 | FB       | Colgate                |
| 7     | 57   | Pittsburgh Pirates  | Marty Peters              | E        | Notre Dame             |
| 7     | 58   | Brooklyn Dodgers    | Herb Schreiber            | B        | St. Mary's (CA)        |
| 7     | 59   | Chicago Cardinals   | Tack Dennis               | B        | Tulsa                  |
| 7     | 60   | Chicago Bears       | Dick Smith                | OT       | Minnesota              |
| 7     | 61   | Green Bay Packers   | Wally Fromhart            | B        | Notre Dame             |
| 7     | 62   | Detroit Lions       | Charles Wasicek           | OT       | Colgate                |
| 7     | 63   | New York Giants     | Bob Peeples               | OT       | Marquette              |
| 8     | 64   | Philadelphia Eagles | Pepper Constable          | B        | Princeton              |
| 8     | 65   | Boston Redskins     | Wayne Millner‡            | E        | Notre Dame             |
| 8     | 66   | Pittsburgh Pirates  | Ed Karpowich              | OT       | Catholic University    |
| 8     | 67   | Brooklyn Dodgers    | Bob "Bones" Hamilton      | B        | Stanford               |
| 8     | 68   | Chicago Bears       | John Sylvester            | E        | Rice                   |
| 8     | 69   | Chicago Cardinals   | Ross Carter               | G        | Oregon                 |
| 8     | 70   | Green Bay Packers   | Wally Cruice              | B        | Northwestern           |
| 8     | 71   | Detroit Lions       | Dale Rennebohm            | C        | Minnesota              |
| 8     | 72   | New York Giants     | Dale Heekin               | B        | Ohio State             |
| 9     | 73   | Philadelphia Eagles | Paul Pauk                 | B        | Princeton              |
| 9     | 74   | Boston Redskins     | Marcel Saunders           | G        | Loyola (CA)            |
| 9     | 75   | Pittsburgh Pirates  | Joe Meglen                | B        | Georgetown             |
| 9     | 76   | Brooklyn Dodgers    | Jim "Monk" Moscrip        | E        | Stanford               |
| 9     | 77   | Chicago Cardinals   | Niles Larsen              | OT       | Stanford               |
| 9     | 78   | Chicago Bears       | Dan Fortmann‡             | G        | Colgate                |
| 9     | 79   | Green Bay Packers   | J. C. Wetsel              | G        | SMU                    |
| 9     | 80   | Detroit Lions       | Bob "Choo Choo" Train     | E        | Yale                   |
| 9     | 81   | New York Giants     | Phil Flanagan             | G        | Holy Cross             |

## Notables jugadores no reclutados
| Equipo Original     | Jugador       | Posición | College    |
| ------------------- | ------------- | -------- | ---------- |
| Chicago Bears       | Ray Nolting   | HB       | Cincinnati |
| Philadelphia Eagles | David Smukler | FB       | Temple     |